# Boroldai

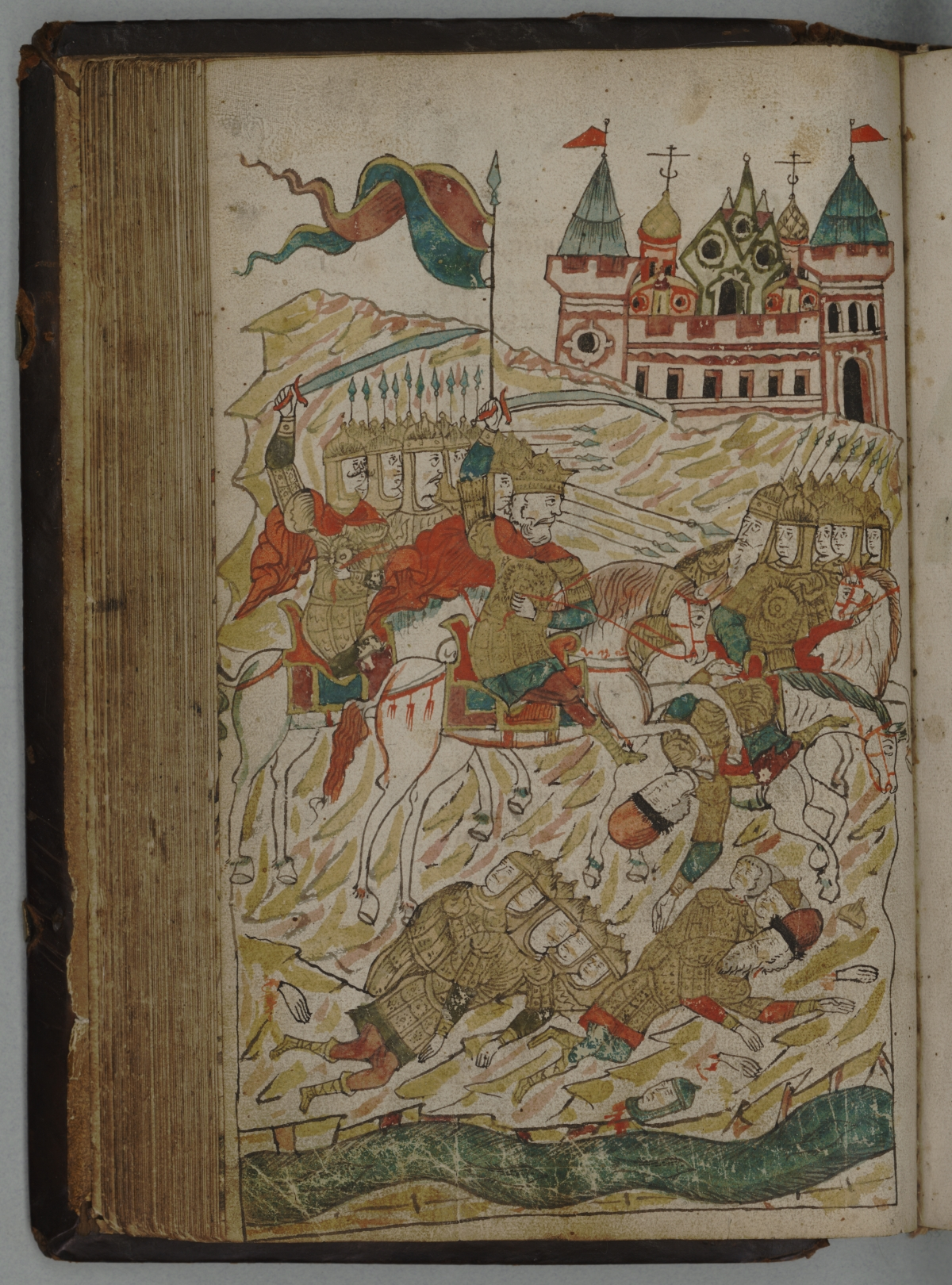
Bataille de la Sit en 1238

Boroldai, Burulday, Borolday ou Burundai (cyrillique : Боролдай ; mort en 1263), est un général mongol du milieu du XIIIe siècle. Il a participé à l'invasion mongole de la Russie et de l'Europe en 1236-1242.
Le clan de Boroldai n'est pas clair. Il était probablement d'une des quatre tribus attribuées par Gengis Khan (1162-1227) à son fils aîné Djötchi : les Sanchi'ud (ou Salji'ud), les  Keniges, les Uushin et les Je'ured.

## Carrière
Sous le fils et successeur de Djötchi, Batu, l'avant-garde commandée par Boroldai a surpris et écrasé la grande armée de Iouri II, prince de Vladimir, à la bataille de la Sit (en) en 1238. Il a aussi participé au siège de Kiev de 1240. Après la destruction du Rus' de Kiev, les Mongols ont envahi l'Europe orientale et une partie de l'Europe centrale.
Le nom de Boroldai apparaît sous l'orthographe Bujgai ou Bujakh dans l’Histoire secrète des Mongols. Selon cet ouvrage, Ögedeï, Khagan de l'Empire mongol, avait loué les mérites de Subötaï et de Bujgai en blâmant l'arrogance de son propre fils Güyük. Boroldai a aidé Subötaï à concevoir la stratégie du dernier assaut de la Bataille de Mohi en (1241). Boroldai a directement attaqué le camp du roi Béla IV de Hongrie. L'avant-garde du frère de Batu, Chayban, a soutenu cette attaque. Après un dur combat, l'armée de Batu écrase les Hongrois et leurs alliés, les Croates et les chevaliers de l'Ordre du Temple à Mohi le 11 avril 1241. 
Durant la lutte de succession pour le trône de l'Empire, 100 000 soldats de la Horde d'or commandés par Boroldai restent stationnés au début de 1251 près d'Otrar pour garder un œil sur le khanat de Djaghataï, qui avait pris parti pour les Ögödéides contre le cousin et allié de Batu, Möngke. 
En 1255, Daniel de Galicie se révolta contre les Mongols. Il repoussa une première attaque menée par le fils d'Orda, Quremsa (uk). Berké remplaça son neveu Quremsa par Boroldai, plus expérimenté. Celui-ci, à la tête d'une nouvelle armée, soumit Daniel de Galicie en 1259. Selon certaines sources, Daniel s'enfuit en Pologne en laissant son fils et son frère à la merci des Mongols. Il pourrait aussi s'être caché dans son propre château. Boroldai l'obligea à détruire les murailles de toutes les villes de Galicie et de Volhynie.
L'année précédente, les Lituaniens avaient razzié des vassaux des Mongols, Smolensk et Torjok. Boroldai conduisit avec Nogaï une expédition punitive contre le grand-duché de Lituanie. Les Lituaniens se sont enfuis avant la bataille décisive. Les Mongols ont pillé plusieurs localités avant de se retirer. Boroldai est retourné en Galicie, où il a demandé l'aide de Daniel de Galicie contre les Polonais. Commandées par le fils de Daniel, Lev, et son frère Vassilko, les armées du Rus' ont participé à l'expédition mongole. Lublin, Sandomierz, Zawichost, Cracovie et Bytom ont été pillées et dévastées. Berké n'avait pas l'intention d'occuper ou de conquérir La Pologne. Après ce raid, le pape Alexandre IV essaya en vain d'organiser une croisade contre les tatars.
Après 1259, le nom de Boroldai n'apparaît plus dans les annales russes. Un général nommé Burulday a été tué à la bataille du fleuve Terek le 13 janvier 1263, durant la guerre entre Berké et Houlagou. Il s'agissait peut-être de Boroldai.

## Dans la culture
Son nom apparaît dans l'opéra de Nikolai Rimsky-Korsakov La Légende de la ville invisible de Kitège et de la demoiselle Fevronia (1904), et dans les contes de fées de Mongolie.

## Sources
- Ж.Бор - Монгол хийгээд Евразийн дипломат шаштир боть 2
- René Grousset, L’Empire des steppes, Attila, Gengis-Khan, Tamerlan, Paris, Éditions Payot, 1965 (1re éd. 1938) (lire en ligne)
- Rashid-al-Din Hamadani, Jami al-tawarikh (Histoire universelle)